# Clubiona germanica
Clubiona germanica là một loài nhện trong họ Clubionidae.
Loài này thuộc chi Clubiona. Clubiona germanica được Tord Tamerlan Teodor Thorell miêu tả năm 1871.